# Chůvička japonská
Chůvička japonská neboli chůvka (Lonchura striata f. domestica) je domestikovaný zpěvný pták z čledi astrildovitých. Pro svou nenáročnost a krotkost se velmi dobře hodí pro začínající chovatele.

## Popis
Chůvička je drobný pták menší než vrabec s nápadně silným zobákem. Měří 10–12 cm, délka křídla je asi 5 cm. Zbarvení chůviček je značně rozmanité, neboť byla vyšlechtěna řada barevných variet, včetně bílého, žlutého a strakatého zbarvení, nejběžnější je ale hnědé zbarvení s bílým bříškem. Zobák mají chůvičky nápadně silný, světle zbarvený. Pohlaví lze rozlišit podle hlasu (sameček se ozývá tichým, bublavým zpěvem) a někdy i podle postoje, jaký ptáci zaujímají na bidélku. Samičky totiž sedí obvykle vzpřímeněji.

## Původ
Chůvičky se v přírodě nevyskytují. Byly vyšlechtěny v 17.–18. stol. v Japonsku a Číně z několika volně žijících druhů amadin rodu Lonchura. Výchozím druhem byla zřejmě hlavně panenka bronzová (Lonchura striata) a dále panenka hnědohřbetá (Lonchura leucogastroides), stříbrozobka malabarská (Lonchura malabarica) či Lonchura acuticauda. Byly chovány nejen jako domácí mazlíčci, ale také jako pomocníci při chovu jiných ptáků. Pokud jim při hnízdění podložíme vejce jiných ptáků nebo opuštěná mláďata, chůvičky se jich ujmou a odchovají je. Odtud také název.

## Chov
Chov chůviček je velmi snadný. Spolu se zebřičkou a kanárem patří k nejméně náročným druhům zpěvných ptáků, které může úspěšně chovat i začátečník. K chovu postačí klec s několika bidélky, miskami na vodu, krmením a budkou, v níž chůvičky společně přespávají i hnízdí. Nejlépe je chovat v páru. Nedoporučuje se chovat chůvičky s jinými ptáky, protože jsou příliš mírné, nechají se ostatními ptáky odhánět od krmení a neumí se před útoky bránit.
Chůvky se krmí hlavně drobnými semeny, zvláště prosem a lesknicí, zeleným krmením (např. salát, ptačinec žabinec), někdy i kouskem jablka či jiného ovoce. V době hnízdění je vhodné podávat i vaječnou míchanici.
Chůvičky kladou 3–6 vajec, z nichž se za 12 dnů líhnou mláďata. Ta opouštějí hnízdo po 27 dnech, ale rodiče je poté ještě asi týden krmí mimo hnízdo. Poté se mladí ptáci osamostatní a je třeba je od rodičů oddělit. Mohou se dožít až 12 let.